# Gary Becker
Gary Stanley Becker (Pottsville, 2 de dezembro de 1930 — 4 de maio de 2014) foi um economista estadunidense.
Professor na Universidade de Chicago, foi laureado com o Prémio de Ciências Económicas de 1992, por ter estendido os domínios da análise microeconômica para comportamento e interação humana. Foi membro do Hoover Institution, do National Bureau of Economic Research e da Pontifícia Academia das Ciências desde 1997.

## Biografia
Nascido em Pottsville, na Pensilvânia, graduou-se na Universidade de Princeton em 1951 e tornou-se doutor pela Universidade de Chicago em 1955. Foi professor na Universidade de Columbia de 1957 a 1968, quando retornou para Chicago, onde ensinou teoria de preços para alunos de graduação. Recebeu a Medalha John Bates Clark em 1967.
Becker foi um economista pioneiro ao aventurar-se em áreas consideradas restritas aos sociólogos, como discriminação racial, crime, organização familiar e drogas (ver Freakonomics). Argumentou que muitos dos diferentes tipos de comportamento humano estão centrados na maximização de utilidades. Becker é também creditado pelo "rotten kid theorem".
Seus trabalhos podem ser categorizados em quatro áreas:
- investimentos em capital humano
- distribuição do trabalho e alocação do tempo dentro das famílias
- crime e punição
- discriminação nos mercados de trabalho e bens.

Becker recebeu a Medalha Nacional de Ciências em 2000.
Faleceu em 3 de maio de 2014, devido a doença prolongada.